# 東郷町立図書館
東郷町立図書館（とうごうちょうりつとしょかん）は、愛知県愛知郡東郷町の公共図書館である。東郷町役場に隣接する東郷町民会館の3階にある。
2013年4月1日時点の蔵書数は123,331点、2012年度の貸出数は150,239点だった。2012年度末時点の東郷町の人口は42,078人であるため、町民1人あたり蔵書数は2.9点、町民1人あたり貸出数は3.6点である。2012年度の図書購入費は5,066,000円であり、町民1人あたり図書購入費は120.4円だった。

## 歴史

### 開館前

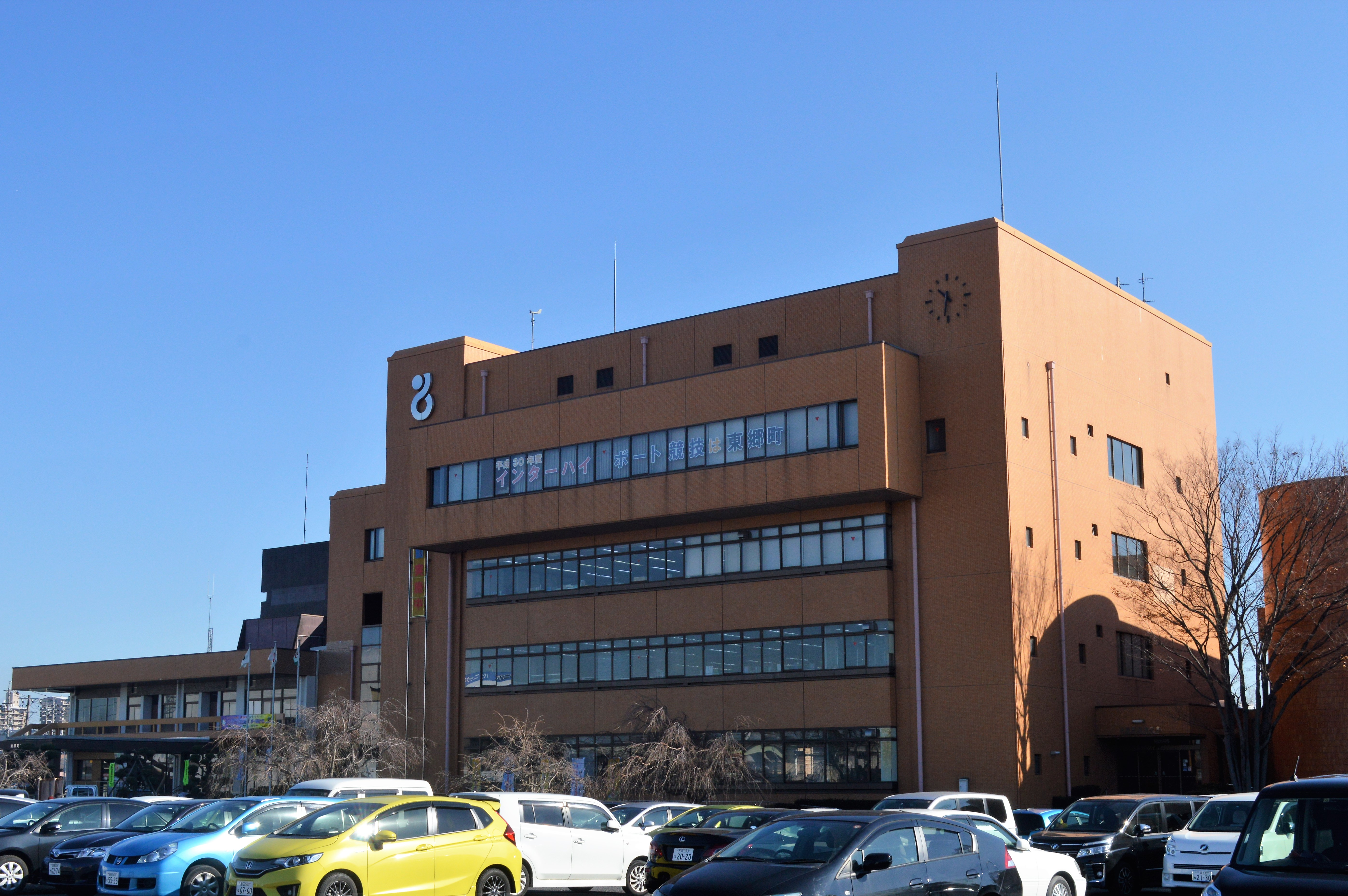
東郷町民会館に隣接する東郷町役場

愛知郡東郷村の人口は1969年（昭和44年）に1万人に達し、1970年（昭和45年）4月1日に町制を施行して東郷町となった。名古屋市と豊田市に挟まれた立地条件であることから、1980年（昭和55年）の国勢調査の際には愛知県でもっとも人口増加率が高く、図書館が開館する1982年（昭和57年）の人口は約24,000人であった。
東郷町は町制施行10周年記念事業として、中央公民館、図書館、老人福祉センターの3施設からなる東郷町民会館の建設が計画された。1970年（昭和45年）竣工の東郷町役場の南側を建設地に選定。浦野設計を設計者、三井建設を施工者として、1981年（昭和56年）5月6日に着工、1982年3月20日に竣工し、4月20日に竣工式が行われた。総事業費は約12億6700万円であり、建設には年金積立還元融資が用いられている。1階は605席のホールや老人福祉センター、2階は300席の大会議室など、3階は東郷町立図書館である。

### 開館後

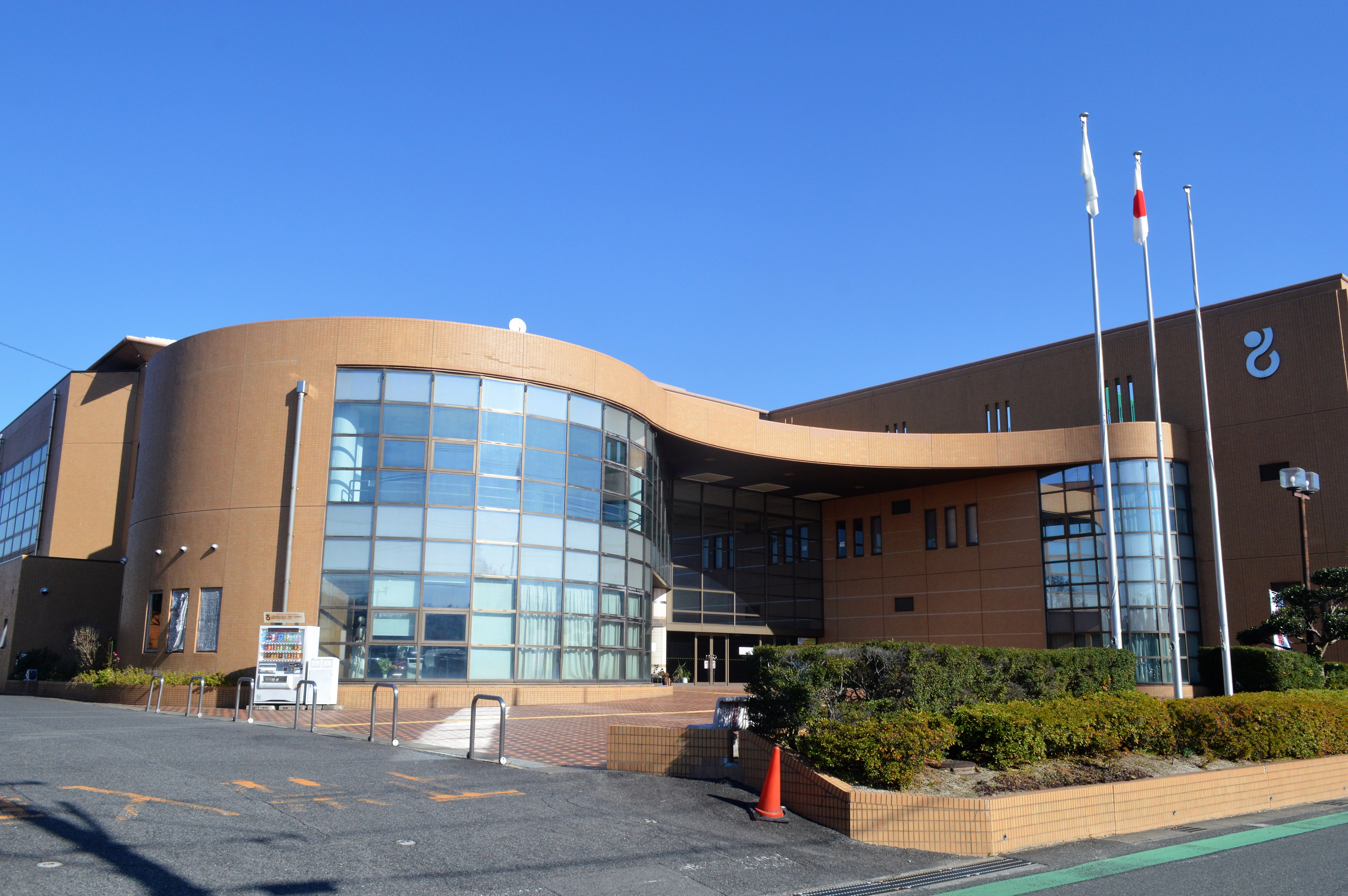
東郷町民会館に隣接する東郷町総合体育館

東郷町民会館の開館から数か月遅れ、1982年（昭和57年）8月1日には東郷町民会館の3階に東郷町立図書館が開館した。開架の収蔵能力は3万冊、閉架の収蔵能力は5万冊であり、計8万冊を収蔵できる。開館時からコンピュータを導入しており、近隣自治体の図書館に先駆けてコンピュータでの貸出・返却を開始した。1983年度の蔵書数は一般書が9,050冊、児童書が4,090冊、郷土参考資料が1,851冊、計14,991冊だった。
1982年8月1日から1983年（昭和58年）7月31日までの1年間には6,743人が登録し、町民1人あたり3.2冊となる83,810冊が貸出された。土曜や日曜に利用者が多いのはもちろん、小学生が下校し始める14時頃からも子どもでにぎわう。1985年度（昭和60年度）の貸出冊数は110,294冊となり、初めて10万冊を超えた。1990年（平成2年）には東郷町民会館の東側に東郷町総合体育館が開館した。2012年（平成24年）8月には開館30周年を記念した図書館まつりが開催された。
2004年度（平成16年度）には東郷町民会館の施設管理に指定管理者制度が導入されたが、図書館業務自体は直営のままだった。2012年（平成24年）6月22日の東郷町議会では図書館条例の改正案が可決され、図書館業務にも指定管理者制度が導入されることとなった。2013年度（平成25年度）に指定管理者制度が導入され、東郷町施設サービス株式会社が図書館業務の指定管理者となった（5年間）。愛知県の公共図書館としては11番目の指定管理者制度の導入例である。2018年度からも引き続き東郷町施設サービス株式会社が指定管理者を務める（5年間）。

## 読み語りの会まつぼっくり
1982年（昭和57年）に東郷町立図書館が開館してすぐ、4人の女性によって「東郷町立図書館読み語りの会まつぼっくり」が設立された。館内で週1回の読み聞かせ活動を行っており、使用する紙芝居や影絵の中には独自に製作したものもある。2015年（平成27年）時点では50代から80代の女性16人が所属している。毎週土曜日の14時30分から読み聞かせを行っており、8月と12月の第一土曜日には特別読み聞かせ会を行っている。
2015年4月24日には愛知県によって「児童福祉功労団体」として表彰され、大村秀章愛知県知事から感謝状を授与された。2016年（平成28年）3月15日には豊田信用金庫のとよしん育英財団による教育文化賞を受賞した。同年4月には文部科学省によって子どもの読書活動優秀実践団体として表彰された。

## 利用案内
| 東郷町立図書館の利用案内 | 東郷町立図書館の利用案内                                              |
| ------------------------ | --------------------------------------------------------------------- |
|                          |                                                                       |
| 開館時間                 | 9時-17時                                                              |
| 休館日                   | 毎週火曜日、毎月第4月曜日、年末年始、特別整理期間                     |
| 冊数・期間               | 10冊まで・2週間                                                       |
| 貸出可能者               | 東郷町在住・在勤・在学者                                              |
| 貸出可能者               | 日進市・豊明市・みよし市・豊田市・ 名古屋市緑区・名古屋市天白区在住者 |

1982年に開館した際の開館時間は「9時-16時30分」だったが、現在の開館時間は「9時-17時」である。図書館の入り口を入ると左手にカウンター（コントロールデスク）があり、右手に児童閲覧室がある。児童閲覧室の奥にはブラウジングコーナーがあり、ブラウジングコーナーの奥には一般閲覧室がある。図書館の延床面積は開架閲覧室が600.88m2、閉架書庫が106.46m2、参考資料室が54.35m2である。一般閲覧室の奥の部屋はかつて参考資料室だったが、現在では参考図書は一般閲覧室の書架に、地域資料はカウンター脇の書架に置かれている。
東郷町民会館の建物外部には返却ポストが設置されている。また、東郷町民図書館を含む4つの公共施設に特別返却窓口が設置されており、東郷町民会館・東郷町総合体育館・イーストプラザいこまい館・東郷町役場の窓口の受付時間中に限って図書の返却を行うことができる。また、身体障害者手帳や戦傷病者手帳の保有者など、来館困難者に対して図書の宅配サービスを行っている。

### アクセス
- 東郷町巡回バス
  - 各コースで「町民会館前」下車
- 名鉄バス
  - 星ヶ丘・豊田線で「和合」下車
  - 愛教大線で「和合」下車